# Interleukina 24
Interleukina 24, IL-24 – jest to, podobnie jak interleukina 19, homolog interleukiny 10. Została zidentyfikowana początkowo jako produkt genu mda-7.
Indukuje ona apoptozę komórek nowotworowych, wywodzących się z wielu narządów, takich jak np. czerniak oraz glejak.